# Triumfetta benguelensis
Triumfetta benguelensis är en malvaväxtart som beskrevs av Heinrich Wawra och Peyr.. Triumfetta benguelensis ingår i släktet triumfettor, och familjen malvaväxter. Inga underarter finns listade i Catalogue of Life.